# Сугияма, Кадзуко
Кадзуко Сугияма (яп. 杉山佳寿子 Сугияма Кадзуко, урождённая Кадзуко Сибукава (яп. 渋川佳寿子 Сибукава Кадзуко), род. 9 апреля 1947, Нагоя) — японская сэйю, диктор, актриса театра. Профессор Осакского университета искусств (ведёт курсы актёров озвучивания на кафедре (департаменте) телерадиовещания). Работает в агентстве Aoni Production. В феврале 2010 года была награждена премией Seiyu Awards. Автор-исполнитель песен, актриса, ведёт блог под ником «Чихуахуа Сибукава» (яп. 渋川チワワ Сибукава Тивава).

## Позиции в Гран-при журнала Animage
- 1979 год — 3-е место в Гран-при журнала Animage в номинации на лучшую женскую роль[6];
- 1980 год — 7-е место в Гран-при журнала Animage в номинации на лучшую женскую роль[7];
- 1981 год — 6-е место в Гран-при журнала Animage в номинации на лучшую женскую роль[8];
- 1982 год — 7-е место в Гран-при журнала Animage в номинации на лучшую женскую роль[9];
- 1983 год — 14-е место в Гран-при журнала Animage в номинации на лучшую женскую роль[10].

## Фильмография
Сыгранные главные роли выделены полужирным:

### Роли в аниме
1960-е
- 1966-1968 годы — Ведьма Салли (Юко (с 1968 года));
- 1966-1969 годы — Go Ahead! Marine Kid (Принцесса Камелия);
- 1967 год — Bouken Gaboten Shima[яп.] (Томато);
- 1968 год — Сказки Андерсена (полнометражный фильм) (Эльза[11]);
- 1968 год — Akane-chan (Сакура[12]);
- 1968 год — Монстр-кун[яп.] (эпизодическая роль);
- 1968 год — GeGeGe no Kitarō (первый телесериал)[яп.] (Каори Оояма, Фумико);
- 1968 год — Sasuke (Онихимэ);
- 1968-1969 годы — Humanoid Monster Bem (страж «Врат мёртвых»);
- 1969 год — Umeboshi Denka[яп.] (Дэнка);
- 1969 год — Ninpuu Kamui Gaiden (Умэ (11 серия), девочка (15 серия))
- 1969 год — Pyun Pyun Maru[яп.] (Бэсомару)
- 1969 год — Himitsu no Akko-chan (первый сериал: сотрудница банка, Юко, Ясуко, Мэгуми, Юрико, Маюми (эпизодические роли))
- 1969 год — Mōretsu Atarō[яп.] (первый сериал: Тотоко (камео персонажа серии Osomatsu-kun))
- 1969 год — Hakushon Daimao (первый сериал: Сусуму-кун, Кобута-тян (одноклассники Кан-тяна), прочие роли учеников начальной школы Торако, и др. эпизодические роли)

1970 год
- 1969-1971 годы — Tiger Mask (первый сериал, 1970-1971 годы: Микро, Ёко Такаока)
- 1970-1972 годы — Inakappe Taisho (Ханако Мори (Хана-тян))
- 1970 год — The Adventures of Hutch the Honeybee (бабочка Бетти)
- 1970 год — Josie and the Pussycats[англ.] (дубляж японской версии под названием «Котёнок Дорадора и группа Тякатяка»: Джози МакКой (в яп. версии — Тяко))
- 1970 год — Mahou no Mako-chan (Мако Урасима);
- 1970 год — Bakuhatsu Gorou[яп.] (Саэгуса Маюми);

1970-е годы
- 1972 год — Umi no Triton (Фэйн);
- 1972 год — Kagaku Ninja-Tai Gatchaman (Дзюн «Лебедь» (Джи-3));
- 1972 год — Большая панда и маленькая панда (Мимико);
- 1973 год — Большая панда и маленькая панда: Дождливый день в цирке (Мимико);
- 1974 год — Хэйди — девочка Альп (ТВ) (Хэйди);
- 1975 год — Принцесса подводного царства (Сестра Русалочки);
- 1975 год — Ganba Bouken Tachi (Иэна);
- 1975 год — Arabian Nights: Sindbad no Bouken (1975) (Принцесса русалок);
- 1975 год — Sougen no Shoujo Laura (Лаура);
- 1977 год — Енот по имени Раскал (Уолен);
- 1977 год — Wakusei Robo Danguard A (Ноэль);
- 1978 год — Kagaku Ninja-Tai Gatchaman (1978) (Дзюн «Лебедь» (Джи-3));
- 1978 год — Kagaku Ninja-Tai Gatchaman II (Дзюн «Лебедь» (Джи-3));
- 1979 год — Киборг 009 (ТВ-2) (Франсуа Альнуль / 003);
- 1979 год — Tondemo Nezumi Daikatsuyaku (Вэнди);
- 1979 год — SF Saiyuuki Starzinger II (Принцесса Аврора);
- 1979 год — Kagaku Ninja-Tai Gatchaman F (Дзюн «Лебедь» (Джи-3));

1980-е
- 1981 год — Mechakko Dotakon (Дотакон);
- 1981 год — Юнико (Чао);
- 1981 год — Доктор Сламп (ТВ-1) (Аканэ Кимидори / Киноко Сарада);
- 1981 год — Королева Тысячелетия (ТВ) (Мирай);
- 1981 год — 21 Emon Uchuu e Irasshai! (Монгерл);
- 1981 год — Yuki (Хана);
- 1981 год — Несносные пришельцы (ТВ) (Тэн);
- 1982 год — Королева Тысячелетия — Фильм (Мирай);
- 1982 год — Истории Андромеды (Бэсс);
- 1983 год — Несносные пришельцы: Только ты (фильм #1) (Тэн);
- 1984 год — Несносные пришельцы: Прекрасная мечтательница (фильм #2) (Тэн);
- 1984 год — Gu Gu Ganmo (Гаммо);
- 1984 год — Oyo Neko Bunyan (Мама);
- 1985 год — Несносные пришельцы: Помни мою любовь (фильм #3) (Тэн);
- 1985 год — Несносные пришельцы OVA (Тэн);
- 1986 год — Несносные пришельцы: Лам навсегда (фильм #4) (Тэн);
- 1986 год — Драгонболл (ТВ) (Аканэ);
- 1986 год — Приключения пингвинёнка Лоло (Лоло);
- 1988 год — Несносные пришельцы: Последняя глава (фильм #5) (Тэн);
- 1988 год — Tsurupika Hagemaru-kun (Хагэмару (продолжение сериала));
- 1988 год — Kiteretsu Daihyakka (Коросукэ (вторая часть сериала));
- 1988 год — Himitsu no Akko-chan 2 (Моко);
- 1989 год — Mahou Tsukai Sally 2 (Шерри-сэнсэй);
- 1989 год — Isewan Taifu Monogatari (Нагиса Нисидзава);

1990-е
- 1990 год — Magical Taluluto (Руи Идзигава)
- 1991 год — Несносные пришельцы: Навсегда моя любимая (фильм #6) (Тэн);

2000-е
- 2000 год — Первый шаг (ТВ-1) (Бабушка Сэндо);
- 2002 год — Подземелье Токио (Саунд);
- 2002 год — В поисках Полной Луны (ТВ) (Фудзуки Кояма);
- 2003 год — Воздушный мастер (Сидзуна Кусака);
- 2003 год — Театр Румико Такахаси (Кадзуко (эп. 3));
- 2003 год — Стальной алхимик (ТВ-1) (Данте);
- 2003 год — Лес русалок (ТВ) (Нацумэ);
- 2004 год — B-Densetsu! Battle Bedaman (Бида-мадзин / Абаба);
- 2004 год — Ответ: Милашка Хани (Кёко Идзумия);
- 2005 год — Fushigi-boshi no Futago-hime (Камелот);
- 2005 год — Эврика 7: Псалмы Планет (ТВ) (Типтри (эп. 8-9));
- 2005 год — Не приставай ко мне!! (Дзётоку Кавахара);
- 2006 год — Не приставай ко мне!! Хуже будет!! (Дзётоку Кавахара);
- 2006 год — Fushigi-boshi no Futago-hime Gyu! (Камелот);
- 2006 год — Пожалуйста, Моя Мелодия 2 (Обаа-тян);
- 2007 год — Yattokame Tanteidan (Мацуо Намикава).